# 剥き出しの白鳥
『剥き出しの白鳥（むきだしのはくちょう）』は、鳩胸つるんによる日本の漫画。『少年ジャンプ+』（集英社）2017年12月14日より2018年12月6日まで連載された。

## 概要
鳩胸の初連載作品であり、露出狂の少年を描いたギャグ漫画。話数単位は第○羽。
鳩胸が『ジャンプSQ』で連載獲得を目指し、限られたページ数で目立つ方法について悩んでいたところ、担当編集の玉田純一から「『To LOVEる -とらぶる-』より裸の漫画を描こう」とアドバイスを受けたのが本作誕生のきっかけである。また、下品にならないように少女漫画雑誌『別冊マーガレット』（集英社）の絵柄を参考にした。こうして作り上げた読切版は『ジャンプSQ.CROWN』（集英社）に掲載され、好評だったが連載には至らなかった。その後、玉田が一人でも強く推すことが重要な『少年ジャンプ+』編集部に異動したため、全1巻の予定で同サイトでの『剥き出しの白鳥』連載が決定した。『少年ジャンプ＋』2017年12月より連載が始まると、ツッコミ不在の作風から読者コメントで作品へのツッコミが殺到し、コメントについての「いいジャン」（高評価）が大量に付くなど大反響をもたらし、連載期間の延長が決まった。
主人公の動きはスピードスケートなどスポーツを参考にしている。特にバレエの動きや手の演技は作品に反映されている。
ふざけた内容であるが、少年漫画的な要素も強いとされる。なお、担当編集者は「1回も『剥き出しの白鳥』をギャグ漫画とは言っていない」という。
第4回「次にくるマンガ大賞」Webマンガ部門16位に入賞した。
唐突な終わり方だったため、打ち切り説も出たが「学園ラブコメ→バトル漫画→強さのインフレ→最強が集うトーナメントが流局→日常への回帰」という展開が、『幽☆遊☆白書』など往年の典型的なジャンプ作品の流れと似ていたため、「計画的なオマージュ」という見方も出た

## ストーリー
パーフェクトなイケメン男子高校生・白鳥飛は極度の露出狂であり、校内で密かに全裸になることを趣味としていた。彼の前には、正体不明の露出狂を取り締まろうとする親友のナツロー、外交官である飛の父、露出狂グループバードファイヴなど様々な壁が立ちはだかるが、白鳥は持ち前の機転を武器に危機的な状況を次々打破していく。そんな中、隔離されていた最悪の露出"凶"・伏見兆が脱走し、白鳥のもとに現れる。

## 登場人物

### 主要人物
白鳥 飛（しらとり かける）
本作の主人公。千麗館高校の男子生徒。頭脳明晰、運動神経抜群にして露出狂。鳥帰属。
人目を避けつつ公共空間で全裸になることを好む。人に見つかると露出狂が自分であると悟られないために、顔を優先して隠す。作中に登場する他の露出狂と同じく、無理やり服を着せられると精神的ダメージを負う。
露出狂である事は他の生徒に知られておらず、多くの女子から好かれ、ファンクラブも存在する。ナツローや燕谷などの友人も多い。
他の露出狂から技術の低さを見くびられることも多いが、困難を通して成長していく。
師匠
飛に帰属したハクチョウの神。
飛に付きまとい、「力が欲しいか」などと語りかけてくる。性格は子どもっぽく、簡単に拗ねるが、おだてれば機嫌が良くなる。

### 千麗館高等学校
燕谷 呼乃（つばたに この）
女子高校生。白鳥の同級生。
白鳥のことが好きで、彼のファンクラブに入るが、白鳥のアドバイスを受けて脱退する。一時、白鳥から露出狂と勘違いされる。
兄はバードファイヴ。
鷹城 夏郎（たかぎ なつろう）
白鳥の親友。千麗館の生徒会長。通称ナツロー。
学校のことを思い、校内に頻出するようになった謎の露出狂（白鳥）を取り締まろうと、あらゆる手を駆使する。
鴨居（かもい）
男子高校生。生徒会長補佐。

### バードファイヴ
リーダー
バードファイヴのリーダー。正体は鴨居。
普段は帽子を被っている。常に敬語を使う。
カモが近くにいる。
燕谷（つばたに）
男子高校生。呼乃の兄。
普段から体を鍛えている。呼乃を溺愛して嫌がられており、作中で露出狂であることが発覚してしまう。白鳥に助けられて以来、彼を気にかけるようになる。
ツバメが近くにいる。
ペリー
白人のような容姿だが日本語は上手い。サックスを吹く。
ペリカンが近くにいる。
九楽 惹（くらく じゃく）
「神童」と呼ばれる。シャボン玉を吹く。
クジャクが近くにいる。

### その他の人物
白鳥 天馬（しらとり てんま）
白鳥飛の父親。息子と同じく露出狂。外交官。
25年前は千麗館高校の生徒会長で、既に露出狂だった。露出を止めたくても止められず、妻に発覚して出て行かれた。国際会議でも密かに露出しているという。飛を愛情こめて育ててきたが、彼に露出狂が遺伝したことに気付き、幼少期から矯正しようとする。
ペガサス（昔はハクチョウの姿だった）の神シャンゼリーゼが帰属するペガ帰属。
加瀬 成美（かせ なるみ）
白鳥家の家政婦。32歳の女性。
日本にいない白鳥の父に代わり飛を世話する。
鷺沼 洋一郎（さぎぬま よういちろう）
白鳥天馬の旧友。大学教授。人工知能研究の第一人者。
千麗館の露出狂（白鳥）を捉えるため、超次世代型ヒューマノイドロボットOWL（アウル）を連れてくる。
裸針盤のオー裸を受けたことで露出狂になり、伏見と組んで全人類・全日・全裸の理想郷を目指すようになる。
伏見 兆（ふしみ ちょう）
最悪の露出"凶"。鳥帰属。性別不詳。
離島に隔離されていたが、鷺沼の協力で脱出する。
フェニックスの神が帰属する。
裸王（らおう）
伝説の露出狂。過去の人物。露出について遺した『裸針盤』という著書がある。かつて鳥帰属によって世界を救ったという。
土羅山 権乃助（どらやま ごんのすけ）
露出で12年間刑務所に入れられた34歳の男。再び露出して逮捕される。

## 用語
千麗館高等学校（せんれいかんこうとうがっこう）
気品・規律を重んじる東京都屈指の進学校。白鳥らが通う。卒業生に白鳥の父や鷺沼がいる。
千麗会（せんれいかい）
歴代生徒会長によって構成される組織。本部は千麗館高校の地下にあり、そこに裸針盤が保管されている。
裸針盤（らしんばん）
裸王が残した露出についての書物。強力なオー裸を持つ。読んだ者は2度と衣類を見に付けられなくなるほど過激で実用的な「悪魔の書」。
25年前は千麗館高校の図書室に置いてあり、白鳥の父と鷺沼が見つけてしまう。
鳥帰属（とりきぞく）
真に露出を愛し、露出に愛された者に鳥の神が帰属すること。宿ると尋常ではないほど輝き、露出の技術が上がる。
作中では白鳥飛、伏見、裸王が明言されている。また、バードファイヴの近くにも目に見えない鳥がうろついている。
白鳥の父にはペガサス（元ハクチョウ）が帰属しており、ペガ帰属と呼ばれる。
露出の三要素
「脱（ダツ）」「惚（コツ）」「着（チャク）」から成る。
優れた露出狂は一瞬で着脱できる。惚によって肉体的損傷の回復も可能。
実際には着ていないのに着ているように感じてしまうことを幻着（げんちゃく）、幻着を打ち消すことを幻脱（げんだつ）という。十分説明されていないが幻惚（げんこつ）、大幻惚（ラストワルツ）というのもある。
オー裸（オーラ）
露出狂が放つもの。それで居場所が分かることもある。不足しても過剰摂取しても死ぬ。
オー裸拡散マシン（オーラかくさんマシン）
裸針盤のオー裸を全世界に拡散させるための機械。
同鳥（どうちょう）
帰属する鳥とのシンクロを高めること。
完全同鳥という段階になると、脱・惚・着が一瞬で格段に高まる。
着裸無（チャクラム）
全てを無に帰す究極奥義。

## 前身
剥き出しの白鳥（読切版）
本編のプロトタイプ。『ジャンプSQ.CROWN』2015 AUTUMN掲載。
読者からは好評だったものの、SQ編集部内では担当編集者の玉田以外から支持を得られず、当時は連載に至らなかった。本編と比べると登場人物が「かなりシャープな印象」であるとされる。鳩胸は「今見ると突き刺さりそうなアゴしてますね」と振り返っている。

## 書誌情報
- 鳩胸つるん『剥き出しの白鳥』 集英社〈ジャンプ・コミックス〉、全4巻
  1. 「白鳥疾走」2018年3月2日発売[4]、ISBN 978-4-08-881462-9
  2. 「白鳥邂逅」 2018年6月4日発売[5]、ISBN 978-4-08-881503-9
  3. 「白鳥覚醒」2018年11月2日発売[6]、ISBN 978-4-08-881663-0
  4. 「白鳥飛翔」2019年2月4日発売[7]、ISBN 978-4-08-881751-4